# Gustav Adolph Riemer

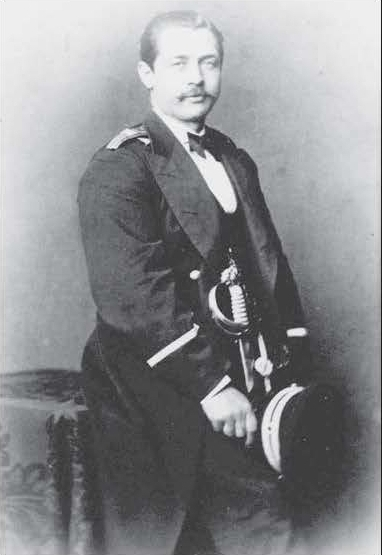
Portraitfoto des Marinezahlmeisters und Photographen Gustav Adolph Riemer, (1842–1899)

Gustav Adolph (auch: Adolf) Riemer (* 9. Juli 1842 in Saarlouis; † 4. März 1899 in Dessau) war ein deutscher Marine-Offizier und Fotograf. Er diente auf mehreren Schiffen der preußischen bzw. deutschen Marine als Zahlmeister, vor allem im Ostasiatischen Kreuzer-Geschwader. Auf der Hertha nahm er von Oktober 1874 bis zum August 1877 an einer Weltumsegelung teil. Die von ihm unterwegs aufgenommenen Fotos, vor allem die aus Korea und der Südsee, zählen zu den ersten Aufnahmen aus diesen Weltregionen überhaupt. Ihnen wird ein hoher ethnographischer Wert beigemessen.

## Familie
Gustav Adolph Riemer war Sohn eines königlich-preußischen Unteroffiziers. Sein Vater diente im 36. Infanterieregiment.
Riemer heiratete am 21. Juli 1880 in Wilhelmshaven Martha Maria Specht (* 1. Mai 1860 in Berlin). Zu diesem Zeitpunkt wohnte Riemer in der Wilhelmshavener Straße 6.

## Berufsweg
Im Jahr 1859, also schon im Alter von 17 Jahren, trat Riemer in den Dienst der königlich-preußischen Marine ein, aus der ab 1871 die Kriegsmarine des Deutschen Reichs hervorging. Ein großer Teil der Dienstzeit des Marinesoldaten Riemer fällt in die Hochphase des deutschen Kolonialismus'.
Um die Mitte der 1880er Jahre entwickelte das noch junge Deutsche Reich zunehmend koloniale Ambitionen. Das deutsche Kolonialreich wurde durch Erwerbungen in Kamerun, Südwestafrika und Togoland im Jahr 1884 begründet. Ein Jahr später folgten Erwerbungen in Ostafrika sowie in Neuguinea, im Bismarck-Archipel sowie auf den mikronesischen Marshall-Inseln. Bis zur Wende vom 19. zum 20. Jahrhundert kamen weitere Gebiete in Mikronesien (Nauru 1888, Karolinen-, Marianen- und Palau-Inseln 1898) und Polynesien (Samoa 1899) sowie in Ostasien (Kiautschou 1900) zum deutschen Kolonialreich hinzu. Von zentraler Bedeutung für den deutschen Kolonialismus war der Ausbau der deutschen Marine und die Möglichkeit, Kriegsschiffe in die vom Deutschen Reich beanspruchten Gebiete zu entsenden. In dieser Epoche deutscher Kanonenbootpolitik diente Riemer unter anderem auf den folgenden Kriegsschiffen der preußischen bzw. deutschen Marine:
- Meteor (1869 bis 1871),
- Hertha (Oktober 1874 bis August 1877),
- Stosch (von April 1881 bis November 1883),
- Stein (November 1883 bis Januar 1884)

### Riemers Dienstzeit auf derSMS Meteor(1869 bis 1871)

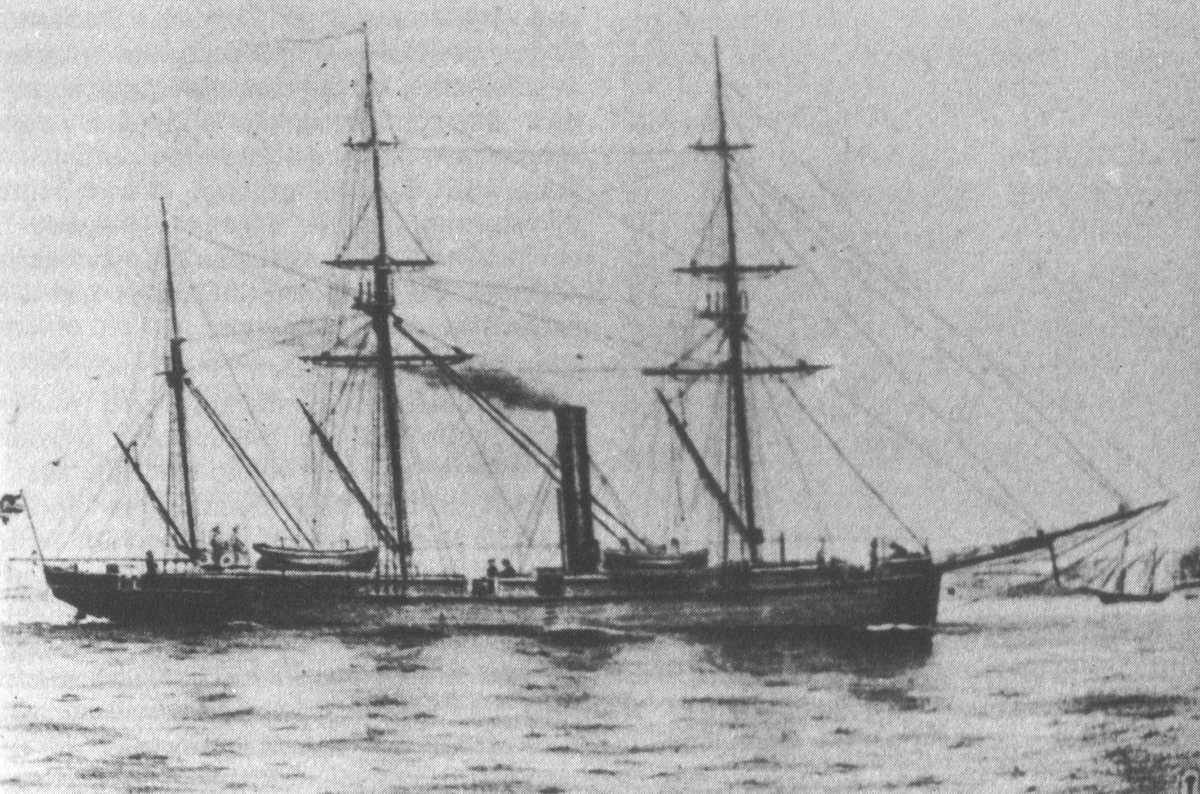
Die 1865 vom Stapel gelaufene S.M.S. Meteor

Von 1869 bis 1871 – und damit auch während des Deutsch-Französischen Krieges von 1870/71 – tat Riemer Dienst auf dem nach Westindien entsandten preußischen Kanonenboot Meteor, das unter dem Kommando des damaligen Kapitänleutnants Eduard Knorr (* 8. März 1840 in Saarlouis; † 17. Februar 1920 in Berlin-Wilmersdorf; am 18. Januar 1896 in den erblichen preußischen Adelsstand erhoben) stand.
Es ist zu vermuten, dass Gustav Adolph Riemer dem um zwei Jahre älteren Eduard Knorr schon in seiner Jugendzeit begegnet ist, da beide in Saarlouis geboren wurden und ihre Väter einander kannten: Riemers Vater war Unteroffizier im 36. Infanterieregiment, das unter dem Kommando von Oberst Knorr stand, des Vaters von Eduard Knorr.
Während des Deutsch-Französischen Krieges 1870/71, am 9. Oktober 1870, nahm Riemer an Bord der Meteor unter Kapitänleutnant Eduard Knorr an dem Gefecht mit dem französischen Aviso Bouvet vor Havanna teil. Dafür wurde er mit der königlich-preußischen Kriegsgedenkmünze 1870/71 ausgezeichnet.
Die Reparatur der Gefechtsschäden an der Meteor wurde durch die unter französischem Einfluss stehende spanische Verwaltung Kubas in die Länge gezogen, so dass das Kanonenboot erst am 13. April 1871 Havanna wieder verlassen und seinen Heimweg antreten konnte. Die Meteor lief entlang der US-Küste nach Neufundland, überquerte von St. John’s aus den Atlantik und erreichte am 13. Juni 1871 Plymouth. Zwölf Tage später traf die Meteor in Kiel ein, wo sie am 20. Juli 1871 außer Dienst gestellt wurde.

### Riemers Dienstzeit aufSMS Hertha(Oktober 1874 bis August 1877)
An Bord der als Seekadetten-Schulschiff in Dienst gestellten gedeckten Korvette Hertha war Riemer für die Weltumsegelung von Oktober 1874 bis zum August 1877 als Zahlmeister eingesetzt. Der Kommandant dieser Reise war wiederum Eduard Knorr.
Die Hertha fuhr nach Ost-Asien und zu den Südsee-Inseln. Auf dieser Reise besuchte Riemer u. a. Madeira, Brasilien, das damals britische Singapur, das malaysische Borneo, das damalige Sultanat von Sulu, die Philippinen, China (Hongkong, Kanton, Amoy), Japan, die heute zu Japan gehörenden Bonin-Inseln, in Mikronesien die Marianen-Inseln, namentlich Guam sowie die Karolinen-Inseln und Palau, ferner Ost-Sibirien, in Polynesien: Samoa und Tonga sowie Neuseeland und Australien.
Die Hertha wurde im Seegebiet vor den Küsten Chinas und Japans eingesetzt. Von August bis Dezember 1875 wurde sie in einer Werft in Yokohama grundüberholt.
Danach war die Hertha längere Zeit in der Südsee eingesetzt, wo das Deutsche Reich koloniale Interessen verfolgte. Die mikronesischen Inseln standen damals noch nicht unter formeller deutscher Kolonialverwaltung. Um Freundschafts- bzw. Meistbegünstigungsverträge zwischen dem Deutschen Reich und Samoa sowie mit den Tonga-Inseln im Oktober und November 1876 abzuschließen, lief die Hertha Anfang Oktober 1876 in den Hafen von Apia ein, der Hauptstadt Samoas auf der Insel Upolu. Der deutsche Konsul dort war zu dieser Zeit Theodor Weber.
Während der Vertragsverhandlungen mit Samoa lief die Hertha zwischenzeitlich auch die Tonga-Inseln an. Während ihres Aufenthalts in Nuku'alofa, dem Hauptort auf der Insel Tongatapu, konnte am 1. November 1876 ein Handelsvertrag zwischen dem Deutschen Reich und Tonga abgeschlossen werden.
Im März 1877 traf die Hertha in Auckland mit der gedeckten Korvette Augusta zusammen, verließ am
16. März 1877 diesen neuseeländischen Hafen wieder und lief zunächst mehrere australische Häfen an.
Später, auf ihrer Heimreise, lief die Hertha Aden im Jemen, Port Said in Ägypten, Valletta auf Malta und Plymouth in Südwest-England an und erreichte nach fast dreijähriger Abwesenheit am 27. Juli 1877 wieder Kiel.
Über diese Reise hat Riemer 1878 im Selbstverlag ein umfangreiches Fotoalbum mit dem Titel „Tagebuchs-Auszug betreffend die Reise S.M.S. „Hertha“ nach Ost-Asien und den Südsee-Inseln 1874–1877“ mit mehr als 300 seiner Originalaufnahmen und einem begleitenden Text herausgegeben. Seine stereoskopischen Fotografien von dieser Reise wurden in August Fuhrmanns Kaiserpanorama gezeigt und von dem Fotoverleger Johann Friedrich Stiehm in Berlin verlegt.
1880 heiratete Riemer in Wilhelmshaven die aus Berlin stammende Martha Maria Specht.

### Riemers Dienstzeit auf derStosch(April 1881 bis November 1883)

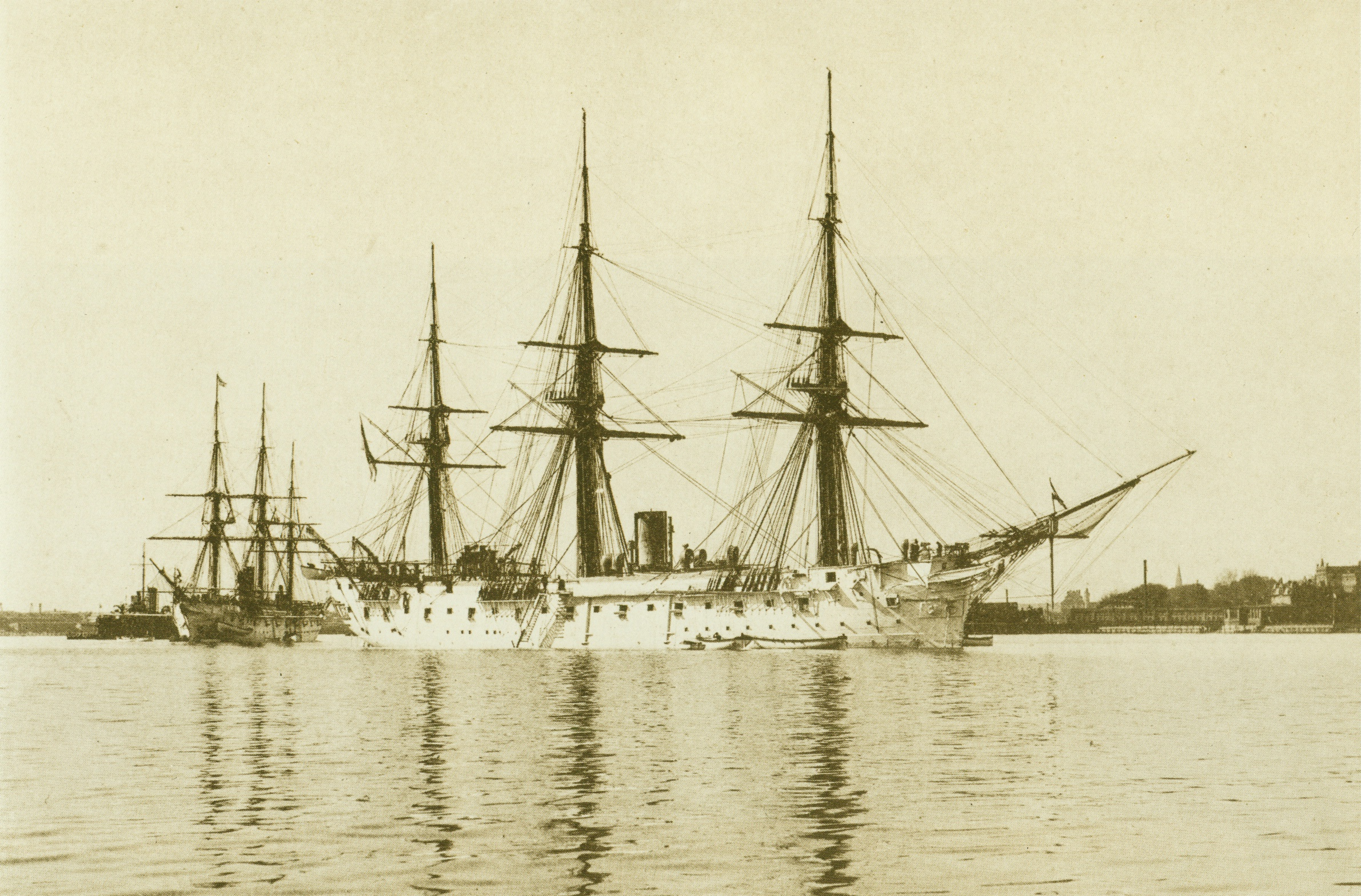
Die Stosch in Kiel, 1894

Riemer war von April 1881 bis November 1883 als Geschwader-Zahlmeister des „Ostasiatischen Kreuzer-Geschwaders“ auf der Stosch eingesetzt, auf der der deutsche Diplomat Max von Brandt im Mai 1882 zu den Verhandlungen des ersten deutsch-koreanischen Vertrages nach Korea reiste.
Am 15. April 1881 trat die Stosch ihre Reise um das Kap der Guten Hoffnung herum an und traf im September 1881 mit den übrigen Schiffen des deutschen Kreuzergeschwaders vor Tschifu (China) zusammen. Das Einsatzgebiet des Ostasiatischen Kreuzer-Geschwaders war im Wesentlichen die Seegebiete und Häfen an den Küsten Chinas und Japans.
Am 24. Dezember 1882 trafen die Stosch und die Elisabeth vor Amoy zusammen. Dort hatte der deutsche Gesandte nach Zollstreitigkeiten über von den Chinesen beschlagnahmte Zuckersiedepfannen militärische Hilfe angefordert. In die Geschichte der deutsch-chinesischen Beziehungen ist dieser Zwischenfall, der von den Mannschaften der Stosch und der Elisabeth im deutschen Sinne bereinigt wurde, als „Pfannenkrieg von Amoy“ eingegangen.
Ab September 1883 wurde die Stosch auf einer Werft in Hongkong generalüberholt.

### Riemers Dienstzeit auf derSMS Stein(November 1883 bis Januar 1884)

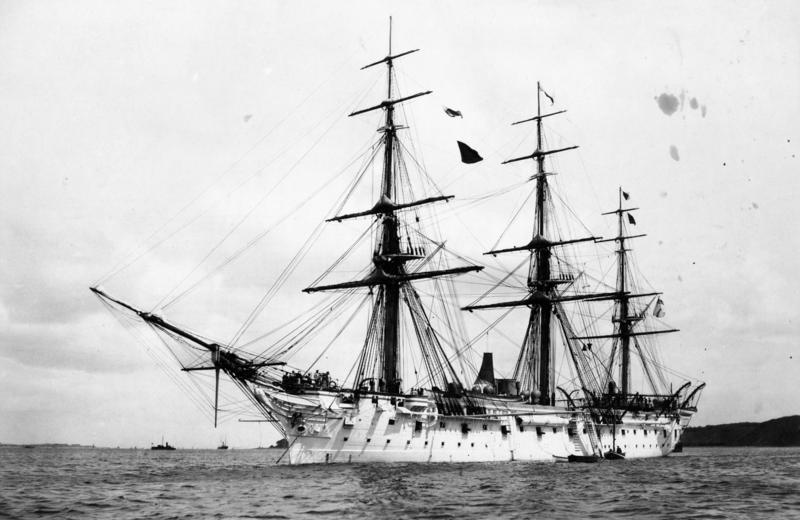
Die Stein, 1893

Im November 1883 wurde die bisherige Besatzung der Stosch durch die Besatzung ihres Schwesterschiffes Stein abgelöst. Die bisherige Besatzung der Stosch trat auf der Stein am 10. November 1883 ihre Heimreise an und erreichte Wilhelmshaven am 6. Januar 1884.
Auch über diese Reise veröffentlichte Gustav Adolph Riemer einen umfangreichen Bildband, der im Verlag von F. A. Brockhaus, Leipzig, erschien. Das Werk war zunächst wohl auf fünf Bände angelegt; erschienen sind aber nur zwei Bände mit zusammen 117 Photos im Lichtdruckverfahren. Der „Verein zur Pflege der Photographie und verwandten Künste“ zu Frankfurt a. M. hat dieses Werk Riemers bei seiner Herausgabe im Oktober 1884 prämiert.

### Riemers weiterer Berufsweg bis Ende Mai 1888
Ab 1877 hat G. A. Riemer seinen Dienst vorwiegend in Wilhelmshaven versehen. Als dort am 9. März 1879 die Freimaurerloge „Wilhelm zum silbernen Anker“ gestiftet wurde, gehörte Riemer zu deren Gründungsmitgliedern. Dieser Loge gehörte er bis zu seinem Tod an.
Riemer wurde gemäß einer „Allerhöchsten Cabinets Ordre“ (A.C.O.) vom 7. Februar 1888 mit Ablauf des Monats Mai 1888 aus dem Dienst der Kaiserlichen Marine mit der gesetzlichen Pension in den Ruhestand verabschiedet.
Von seinen 29 Dienstjahren bei der Marine ist Riemer insgesamt neuneinhalb Jahre auf See gewesen.

### Riemers weiterer Lebensweg bis zu seinem Tod am 4. März 1899
Wie das Leben von G. A. Riemer nach dem Ausscheiden aus der Marine verlaufen ist, und ob er sich weiterhin mit der Photographie beschäftigt hat, ist unbekannt.
In seinem 57sten Lebensjahr ist Gustav Adolph Riemer am 4. März 1899 in Dessau gestorben.

### Beförderungen Riemers
- 1867 Marine-Verwalter im Range eines Deckoffiziers
- 18. März 1871 Marine-Unterzahlmeister
- 25. März 1874 Marine-Zahlmeister
- 14. April 1887 Marine-Oberzahlmeister[7]

## Riemers fotografische Ausrüstung
Riemer benutzte auf seinen Seereisen eine Balgenkamera aus Holz, die mit einem besonders für Porträtfotos geeigneten Petzval-Objektiv mit einer Festbrennweite von 100 mm ausgestattet war. Ihr maximales Fotoformat war vermutlich 24 × 30 cm. Selbst im Freien, bei Tageslicht, waren mehrere Sekunden lange Belichtungszeiten erforderlich. Um sie während dieser langen Belichtungszeit ruhig halten zu können, war die Kamera auf ein dreibeiniges Stativ montiert.
Zusätzlich führte Riemer wahrscheinlich auch noch eine oder zwei etwas kleinere so genannte Reisekameras mit Wechselobjektiven mit sich, deren hölzernes Gehäuse sich platzsparend zusammenlegen ließ. Übliche Fotoformate waren hier 13 × 18 cm oder 18 × 24 cm.
Für seine Stereophotographien war Riemer zusätzlich mit einer Zwei-Objektiv-Kamera ausgerüstet.
Die zunächst von Riemer verwendeten Glasplatten-Negative im Kollodium-Nassplatte-Verfahren mussten unmittelbar vor der Aufnahme durch ein Bad in Silbernitratlösung lichtempfindlich gemacht werden. Die Belichtung musste unmittelbar nach Präparierung der absolut sauberen Glasplatte erfolgen, solange die Substanzen auf der Glasplatte noch feucht waren.
Erst ab etwa 1880 standen fabrikmäßig hergestellte Gelatinetrockenplatten als Fotomaterial zur Verfügung, die gegenüber Kollodium-Glasplatten den Vorteil hatten, dass sie leichter transport- und lagerfähig und zudem viel lichtempfindlicher waren, also viel kürzere Belichtungszeiten ermöglichten.

## Riemers Werke

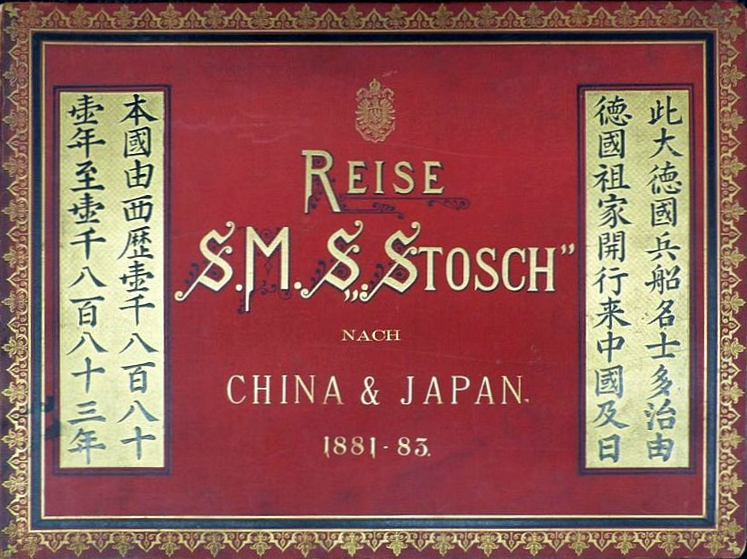
Deckel des Buches „Reise S.M.S. Stosch nach China & Japan 1881–83“ von Gustav Adolph Riemer

- „Tagebuchs-Auszug betreffend die Reise S.M.S. „Hertha“ nach Ost-Asien und den Südsee-Inseln“, verfasst in Wilhelmshaven im Juli 1874, Selbstverlag[8]
- „Reise S.M.S. Stosch nach China und Japan 1881–1883“, See- und Schiffsbilder, hergestellt 1884 im Lichtdruckverfahren durch Johann Baptist Obernetter aus München, 2 Bände, erschienen im Verlag von F. A. Brockhaus, Leipzig 1884. Das Werk war zunächst wohl auf fünf Bände angelegt, tatsächlich erschienen sind jedoch nur zwei.[9]

• Band I: Tafeln Nr. 1–19, Bilder Nr. 1–58
• Band II: Tafeln Nr. 20–38, Bilder Nr. 59–117

## Riemers Bedeutung als Fotograf

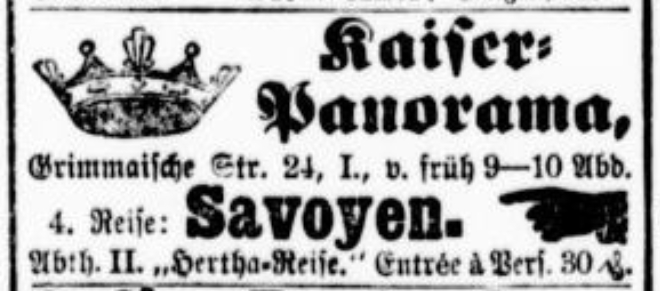
Die „Hertha-Reise“ im Kaiser-Panorama in Leipzig, 10. Nov. 1886

Vor der Verbreitung der Photographie wurden im Auslandsdienst der Marine Zeichner eingesetzt, um z. B. fremde Hafeneinfahrten und Befestigungsanlagen zu skizzieren und um die Bauart und Bewaffnung ausländischer Kriegsschiffe zu dokumentieren. Ab den 1870er Jahren wurden die Marine-Zeichner nach und nach durch Marine-Fotografen ersetzt. Anfangs waren jedoch die Fotoausrüstungen noch zu sperrig und ihre fachgerechte Nutzung noch so umständlich unter den beengten Verhältnissen auf einem Schiff, dass Fotografien von Marine-Fahrten hohen Seltenheitswert hatten.
Der allererste deutsche Marine-Fotograf war Riemer nicht: An der preußischen Ostasien-Expedition von 1859 bis 1862 unter der Führung des Diplomaten Friedrich Albrecht Graf zu Eulenburg hatten bereits drei Fotografen teilgenommen, und zwar Carl Heinrich Bismarck (1839–1879), August Sachtler (ca. 1839–1874) und der US-Amerikaner Captain John Wilson (1816–1868). Diese Expedition diente unter anderem zum Abschluss von Handelsverträgen mit Japan, China und Siam (Thailand).
Riemer war als Photograph Autodidakt.
»Photographien aus der Anfangszeit des deutschen Kolonialismus’ sind selten. Noch seltener sind Aufnahmen, welche davor entstanden und sich auf jene Gegenden beziehen, die später unter deutsche Kontrolle gerieten. Die Aufnahmen von Gustav Adolph Riemer […] sind solche raren Aufnahmen. Sie entstanden in den Jahren 1874–1877 und ihr historischer und ethnologischer Wert ist daher unbestritten.« In Mikronesien machte Riemer zahlreiche photographische Aufnahmen von hohem ethnographischen Wert – aus dieser Zeit gibt es sonst keine anderen Photographien von den genannten Inselgruppen und deren Bewohnern.
»Der Wert der von Gustav Adolf Riemer angefertigten Photographien resultiert, wie bereits erwähnt, aus deren zeitlicher Einzigartigkeit, aber auch aus dem Umstand, dass Riemer ein Auge für Motive und Bildgestaltung hatte.«
Riemer macht auf der Reise mit Max von Brandt nach Korea im Mai 1882 Fotoaufnahmen von den Delegierten und kann damit als erster deutscher Fotograf in Korea bezeichnet werden.
Die auf der Hertha-Reise aufgenommenen Stereophotos wurden Ende des vorigen Jahrhunderts dem Publikum des „Kaiserpanoramas“ von August Fuhrmann in vielen deutschen Städten präsentiert. Die Serie umfasste 64 Stereophotos mit Szenen aus der Südsee. Sie wurde 1907 von der „Neuen Photographischen Gesellschaft AG“ aus Berlin-Steglitz vertrieben. Auf den Stereophotos war die falsche Angabe „Originalphotos von Dr. Kurt Boeck“ vermerkt (Boeck ist ein bekannter Himalaya-Forscher und hat mit diesen Aufnahmen und dieser Reise nichts zu tun).
»Laut Aufzeichnungen wurde bei J.[ohann] F.[riedrich] Stiehm, einem deutschen Stereobild-Herausgeber aus Berlin, im Jahr 1877 (zweite Auflage 1883) eine von Riemer photographierte Marine-Serie von 357 nummerierten Ansichten im Kabinett-Format sowie im Stereoscop-Format (Stereophotos) publiziert. Überwiegend handelt es sich dabei um Aufnahmen aus Mikronesien, es sind aber auch Bilder anderer Reisestationen in dieser Serie inkludiert. Zumindest ein Teil dieser Bilder ist auch beim Verlag von Gustav Liersch & Co., Berlin S.W. 48, ebenfalls in Form von Stereophotos erschienen.«
»Wenn einerseits Herr Riemer durch sein uneigennütziges, opfermuthiges Vorgehen, durch seine technische Geschicklichkeit und durch seine tactvolle, treffende Wahl der Gegenstände sich als ein Mann erwiesen, den die Wissenschaft der Ethnologie entschieden zu ihren Förderern zählen wird, so hat andererseits Herr Stiehm durch gewandte und bewährte Behandlung des (photographischen) Verlagsgeschäftes sich ebenfalls Verdienste erworben. […] Es verdienen namentlich die prächtigen ethnologischen Aufnahmen aus China, Japan, von den Marianen-, Karolinen-, Palau-, Samoa- und Tonga-Inseln, von Neu-Seeland, Australien, vom Suez-Kanal etc. hervorgehoben zu werden. […] Wir wünschen diesem für unsere Wissenschaft so sehr nützlichen Unternehmen den besten Erfolg.«
»Die Hertha berührte zwischen dem 1. October 1874 bis 29. Juli 1877 nacheinander folgende Localitäten: Danzig, Kiel, Portsmouth, Plymouth, Madeira, Rio de Janeiro, Anjir, Singapore, Labuan, Ländakon, Sulu, Isabela, Zamboanga, Cebu, Manila, Hongkong, Yokohama, Nagasaki, Wladiwostok, Hakodade, Yuchotzka, Benin-Inseln, die Carolinengruppen Los Martires, Mateiotas, Palau (Korror), Amoy, Apia (Samoa), Nukualofa auf Tongatabu und Naiafo auf Vavao, Auckland, Melbourne, King-George Sound, Aden, den Suez-Canal, Malta, Gibraltar. An fast allen diesen Punkten hat der Zahlmeister Ri[e]mer Aufnahmen von Landschaften, Städten, Gebäuden, Köpfen, Gruppen, Fahrzeugen u. s. w. gemacht. Dem unermüdlichen Eifer und dem Geschick jenes Herrn ist es zu danken, dass das Hertha-Album mit einer so reichen Zahl vortrefflicher Photographien von Gegenden ausgestattet ist, von welchen bisher nur wenige und unvollkommene Darstellungen existierten. Besonders interessant erscheinen die Bilder aus Agana, von Palau, Samoa, Tonga und King-Georges Sound. […] Gilt es doch […] die Reste der eines besseren Loses würdigen oceanischen Völker noch vor dem über sie hereinbrechenden unvermeidlichen Verhängnisse bezüglich ihrer anthropologischen Eigenthümlichkeiten gründlich zu untersuchen.«

## Riemers militärische Auszeichnungen
- Königlich Preußische Kriegsgedenkmünze 1870/71
- Königlich Preußischer Kronen-Orden 4. Klasse
- Königlich Preußischer Roter Adler-Orden 4. Klasse[20]